# (474009) 2016 FJ50
(474009) 2016 FJ50 es un asteroide perteneciente al cinturón de asteroides, descubierto el 8 de octubre de 2004 por el equipo del Spacewatch desde el Observatorio Nacional de Kitt Peak, Arizona, Estados Unidos.

## Designación y nombre
Designado provisionalmente como 2016 FJ50.

## Características orbitales
2016 FJ50 está situado a una distancia media del Sol de 2,194 ua, pudiendo alejarse hasta 2,494 ua y acercarse hasta 1,894 ua. Su excentricidad es 0,136 y la inclinación orbital 4,335 grados. Emplea 1187 días en completar una órbita alrededor del Sol.

## Características físicas
La magnitud absoluta de 2016 FJ50 es 18,023.